# First-hop redundancy protocol
ファーストホップ冗長プロトコル（First-hop redundancy protocol）とは、クライアントPCから最初に到達するネットワーク機器を冗長化するためのプロトコルである。
これにより、クライアントPCがインターネットなどの外部に接続するときに最初に通信するデフォルトゲートウェイ機器が故障しても、別のファーストホップが通信処理をする。
これを実現するには、仮想IPアドレスと仮想MACアドレスをデフォルトゲートウェイ（ルータ）に設定する。
ファーストホップ冗長プロトコルはいくつかの種類がある。以下にそれらプロトコル名と特徴を列挙する。
| プロトコル名 | 仕様      | 冗長構成              | 役割                              | 負荷分散             | 仮想ルータのIPアドレス | 仮想MACアドレス |
| ------------ | --------- | --------------------- | --------------------------------- | -------------------- | ---------------------- | --------------- |
| HSRP         | Cisco独自 | アクティブ/スタンバイ | アクティブ/スタンバイ             | サブネット単位で可能 | 空きIPアドレス         | 0000.0c07.acxx  |
| GLBP         | Cisco独自 | アクティブ/アクティブ | AVG/AVF                           | ホスト単位で可能     | 空きIP/実IPアドレス    | 0007.b40x.xxyy  |
| VRRP         | 標準      | アクティブ/スタンバイ | マスタールータ/バックアップルータ | サブネット単位で可能 | 空きIPアドレス         | 0000.5e00.01xx  |